# Ludwig Schnorr von Carolsfeld
 Ikke at forveksle med Ludwig Ferdinand Schnorr von Carolsfeld.
Ludwig Schnorr von Carolsfeld (født 2. juli 1836 i München, død 21. juli 1865 i Dresden), var en tysk operasanger (tenor). Han var søn af Julius Schnorr von Carolsfeld, og debuterede 1858 i Karlsruhe og blev 1860 ansat som første heltetenor ved operaen i Dresden. Særlig som Wagner-sanger indtog S. v. C. en fremragende plads; han opførte Tristan i München 1865, ved hvilken lejlighed han pådrog sig den forkølelse, som voldte hans tidlige død. Wagner så i S. v. C. sit ideal af en udøvende kunstner og viede i »Meine Erinnerungen an S.« (Sml. Skr Bd VIII) vennen et sjældent varmt og anerkendende eftermæle. S. v. C. var gift med sangerinden Malvina Garrigues (f. 1832,9. Febr 1904 i Karlsruhe), også en fremragende Wagner-sangerinde, der samtidig med at ægtemanden sang Tristan sang rollen som Isolde ved førsteopførelsen.